# Francisco de Orellana (kanton)
Francisco de Orellana – kanton w Ekwadorze, w prowincji Orellana. Stolicą kantonu jest Puerto Francisco de Orellana.